# 20 Leonis Minoris
20 Leonis Minoris é um sistema estelar binário na constelação Leo Minor. Ela tem um relativo movimento próprio alto. A companheira é uma antiga e ativa estrela anã vermelha, com uma metalicidade relativa alta. As duas estrelas estão separadas atualmente por 14,5 segundos de arco.